# Final Fantasy Legend II
Final Fantasy Legend II (Sa・Ga2: Hihō Densetsu, Sa・Ga2 秘宝伝説, littéralement Sa・Ga2 ~ La Légende du trésor) est un jeu vidéo de rôle sorti en 1990 au Japon et en 1991 aux États-Unis sur Game Boy. Il a été développé et édité par Square. C'est le second opus de la série de jeux vidéo SaGa. Il a été porté sur Nintendo DS en 2009. La version originale Game Boy est incluse dans la compilation Collection of SaGa Final Fantasy Legend parue en décembre 2020 pour Nintendo Switch,.